# الدوري الليتواني لكرة السلة
الدوري الليتواني لكرة السلة (Lietuvos krepsinio lyga) هو دوري كرة سلة للمحترفين في ليتوانيا يلعب فيه 11 فريقاً.

## أبرز الفرق
- زالغيريس لكرة السلة

## وصلات خارجية
- الموقع الإلكتروني